# Грейстон (Пенсільванія)
Грейстон (англ. Graceton) — переписна місцевість (CDP) в США, в окрузі Індіана штату Пенсільванія. Населення — 211 особа (2020).

## Географія
Грейстон розташований за координатами 40°30′25″ пн. ш. 79°10′7″ зх. д. / 40.50694° пн. ш. 79.16861° зх. д. (40.507082, -79.168739).  За даними Бюро перепису населення США в 2010 році переписна місцевість мала площу 0,31 км², уся площа — суходіл.

## Демографія
Згідно з переписом 2010 року, у переписній місцевості мешкало 257 осіб у 110 домогосподарствах у складі 60 родин. Густота населення становила 819 осіб/км².  Було 133 помешкання (424/км²).
Расовий склад населення:
| - 97,3 % — білих - 1,2 % — чорних або афроамериканців - 0,4 % — азіатів |

До двох чи більше рас належало 1,2 %. Частка іспаномовних становила 0,4 % від усіх жителів.
За віковим діапазоном населення розподілялося таким чином: 26,1 % — особи молодші 18 років, 57,9 % — особи у віці 18—64 років, 16,0 % — особи у віці 65 років та старші. Медіана віку мешканця становила 34,9 року. На 100 осіб жіночої статі у переписній місцевості припадало 78,5 чоловіків;  на 100 жінок у віці від 18 років та старших — 74,3 чоловіків також старших 18 років.
За межею бідності перебувало 13,0 % осіб, у тому числі 0,0 % дітей у віці до 18 років та 0,0 % осіб у віці 65 років та старших.
Цивільне працевлаштоване населення становило 57 осіб. Основні галузі зайнятості: роздрібна торгівля — 38,6 %, транспорт — 22,8 %, мистецтво, розваги та відпочинок — 12,3 %.